# Gunnar Ekelöf
Gunnar Ekelöf (ur. 15 września 1907 w Sztokholmie, zm. 16 marca 1968 w Sigtunie) – szwedzki poeta.
W 1958 został członkiem Akademii Szwedzkiej oraz doktorem honoris causa Uniwersytetu w Uppsali. W 1966 otrzymał Nagrodę literacką Rady Nordyckiej. Był kandydatem do literackiej Nagrody Nobla.

## Wybrane dzieła
- sent på jorden (1932)
- Hundra år modern fransk dikt (1934)
- Fransk surrealism (1933)
- Dedikation (1934)
- Sorgen och stjärnan (1936)
- Köp den blindes sång (1938)
- Färjesång (1941)
- Promenader (1941)
- Non serviam (1945)
- Utflykter (1947)
- Om hösten (1951)
- Strountes (1955)
- Blandade kort (1957)
- Opus incertum (1959)
- En Mölna-elegi (1960)
- Valfrändskaper (1960)
- Lägga patience (1969)
- En natt i Otowac (1961)
- Diwán över Fursten av Emgión (1965)
- Sagan om Fatumeh (1966)
- Vägvisare till underjorden (1967)
- Partitur (1969)
- En självbiografi (1971)
- En röst (1973)

## Polskie wybory poezji
- Każdy człowiek jest światem (1984)
- Poezje wybrane / Gunnar Ekelöf  (1988)
- Sceneria ; Euforia / Gunnar Ekelöf // Literatura na świecie. – 1974, nr 6, s. 144-145